# Hospital Clínico Universitario Pauls Stradiņš
El Hospital Clínico Universitario Pauls Stradiņš (en letón: Paula Stradiņa Klīniskā universitātes slimnīca) es hospital ambulatorio y proveedor de servicios de salud en la ciudad de Riga, capital de Letonia. El hospital además juega un papel importante en la ciencia médica y la educación médica local. El hospital tiene como objetivo convertirse en centro de ciencia y capacitación para residentes y médicos. 
Este Hospital es el más grande y más importante de Letonia y ha cambiado nombrar ocho veces: desde 1910.